# Athesphatoplia mirifica
Athesphatoplia mirifica är en skalbaggsart som beskrevs av Marc Lacroix 1998. Athesphatoplia mirifica ingår i släktet Athesphatoplia och familjen Melolonthidae. Inga underarter finns listade.